# تومازو گیناسی
تومازو گیناسی (ایتالیایی: Tommaso Ghinassi؛  ‏ تلفظ ایتالیایی: [tomˈmaːzo]؛ ‏ زادهٔ ۲ ژوئن ۱۹۸۷) بازیکن فوتبال اهل ایتالیا است.
از باشگاه‌هایی که در آن بازی کرده‌است می‌توان به باشگاه فوتبال جنوآ، باشگاه فوتبال روبور سیه‌نا، باشگاه فوتبال آلساندریا، و باشگاه فوتبال پیستویزه اشاره کرد.